# Carex meeboldiana
Carex meeboldiana är en halvgräsart som beskrevs av Georg Kükenthal. Carex meeboldiana ingår i släktet starrar, och familjen halvgräs. Inga underarter finns listade i Catalogue of Life.